# Fort Oscar
Le fort Oscar (anciennement Gustav Adolf), est un fort militaire du XVIIIe siècle situé à Gustavia, la capitale de Saint-Barthélemy. Il se trouve à une altitude de 41,5 mètres et surplombe le port de Gustavia. Le fort a été construit pendant la domination suédoise de Saint-Barthélemy,. C'était l'un des trois forts entourant Gustavia, avec le Fort Gustav et le Fort Karl,. Il était armé de quatre canons.
Aujourd'hui, le Fort Oscar abrite la gendarmerie locale,. Le fort est souvent un site d'observation de régates, telles que Les Voiles de Saint-Barth et la St Barths Bucket Regatta,. Des feux d'artifice sont présentés au-dessus du Fort Oscar lors d'occasions spéciales telles que le réveillon du Nouvel An,,.